# Mandaue
Mandaue este un oraș din provincia Cebu din Filipine. Este unul dintre cele trei orașe urbanizate în insulă și formează o parte din zona Cebu Metropolitan. Mandaue City este situat în regiunea de est mijlocul de coastă din Cebu, limitele sale din dreapta sunt insula Mactan unde orașul Lapu-Lapu este situat. Mandaue este conectat de Mactan prin două poduri numite Mactan-Cebu și Marcelo Fernan și este delimitat la sud și vest de capitala provinciei, Cebu City și la nord de Consolacion care este legat cu podul Cansaga Bay. Orașul are o suprafață de aproximativ 34.87 km pătrați și are o populație totală de aproximativ 337.320 de locuitori.